# 梨形葡萄螺
梨形葡萄螺（学名：Atys debilis）是头楯目葡萄螺科葡萄螺属的一种。

## 分佈
主要分布于台湾，常栖息在潮间带沙滩或泥滩。